# آنا اسكابيديان
آنا أزكابتيان (وُلدت في 26 مايو 1888، وتُوفيت في 1 سبتمير1973) والمعروفة أيضًا باسم آن أزكابتيان، ولاحقًا باسم آن هيلد أو آيا هيلد. كانت خلال الحرب العالمية الأولى موظفة في الصليب الأحمر ومحاضرة وجامعة تبرعات بعد الحرب وكاتبة. وُلد في روسيا، وتزوج جنرال أرمني، وعاشت معظم حياتها في الولايات المتحدة.

## حياة مبكرة
ولدت آنا أزجابتيان في مدينة غرودنو، الواقعة الآن في بيلاروسيا ثم انتقلت مه عائلتها إلى الولايات المتحدة والتحقت بمدرسة في إنديانابوليس. في عام 1893، أصبت آنا مواطنة من الولايات المتحدة. في عام 1915 تزوجت من الدبلوماسي ميسروب نيوتن أزجابتيان. ولد ميسروب أزجابتيان في إسطنبول ودرس في جامعة كولومبيا، لكنهم غادروا نيويورك بسبب الحرب العالمية الأولى.

## خلال الحرب العالمية الأولى
عملت آنا أزجابتيان ممرضة للصليب الأحمر الروسي خلال الحرب عام 1916 وحصلت على وسام القديس ستانيسلاوسي [الإنجليزية]، والميدالية الذهبية من قبل شاه بلاد فارس تقديراُ لمساهماتها.

## محاضرة في الولايات المتحدة
قامت آنا أزجابتيان بجولة واسعة مع زوجها في الولايات المتحدة لجمع الأموال الإغاثة لمرحلة ما بعد الحرب. تحدثت فيها مع الكنائس والاتفاقيات السياسية للمنظمات المهنية والمنظمات النسائية، بما في ذلك الجمعية الوطنية للتربية والحزب الوطني للمرأة. شاركت في عروض مسرحية واستعراضات عسكرية لدعم منظمة الإغاثة الأرمنية.

## حياة لاحقة
بقيت آنا أزجابتيان مع عائلتها في الولايات المتحدة بعد عام 1918. توفي زوجها عام 1924. انتقلت في منتصف عشرينيات القرن الماضي إلى ليك بلاسيد، نيويورك. بعد عام 1930، تزوجت آنا أزجابتيان من ويليس هيلد. كانت ابنتها، أراكسي أزجابتيان دان (1916-2012) سيدة أعمال من نيويورك بليسيد ليك سيتي. كان ابنها فيكتور أحزت أزجابتيان (1919-1978) باحثًا في صناعة الفضاء.